# 翱翔于天际的夜鹰
《翱翔於天際的夜鷹》 （日语：宇宙を駆けるよだか）是川端志季創作的少女漫畫。本作品2016年獲得《這本漫畫真厲害！》女性篇第5名，2018年改編為真人版影集，在Netflix 播出。

## 劇情簡介
小日向亞由美是名開朗美貌的少女，向青梅竹馬的水本公史郎告白成功，人生一帆風順的她，在第一次約會前接到同學海根然子的自殺宣言來電，為阻止然子，亞由美趕往現場，卻與然子的靈魂交換身軀。被奪走容貌與人生的亞由美要尋找恢復的辦法。

## 影集
2018年於網飛播出。

### 演职员表
- 富田望生 飾 海根然子
- 清原果耶 飾 小日向亞由美
- 重岡大毅 飾 火賀俊平
- 神山智洋 飾 水本公史郎
- 关惠美 飾 宇金真緒